# 대한민국 민법 제577조
대한민국 민법 제577조는 저당권의 목적이 된 지상권, 전세권의 매매와 매도인의 담보책임에 대한 민법 채권법 조문이다.

## 조문
제577조(저당권의 목적이 된 지상권, 전세권의 매매와 매도인의 담보책임) 전조의 규정은 저당권의 목적이 된 지상권 또는 전세권이 매매의 목적이 된 경우에 준용한다.

第577條(抵當權의 目的이 된 地上權, 傳貰權의 賣買와 賣渡人의 擔保責任) 前條의 規定은 抵當權의 目的이 된 地上權 또는 傳貰權이 賣買의 目的이 된 境遇에 準用한다.

## 참고 문헌
- 오현수, 일본민법, 진원사, 2014. ISBN 978-89-6346-345-2
- 오세경, 대법전, 법전출판사, 2014 ISBN 978-89-262-1027-7
- 이준현, LOGOS 민법 조문판례집, 미래가치, 2015. ISBN 979-1-155-02086-9